# Cottagecore

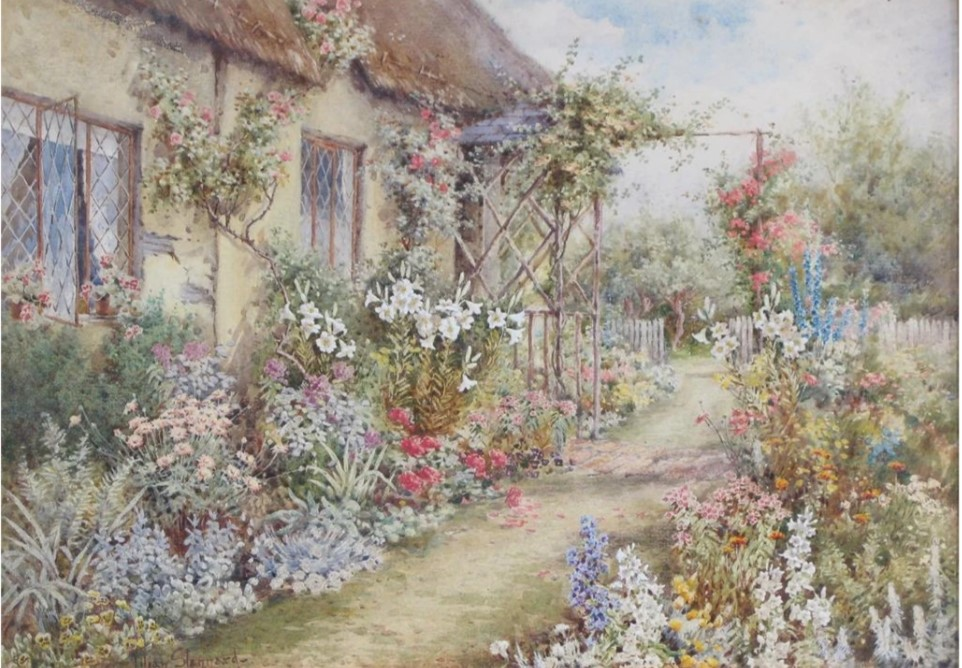
A vidéki kertek fontos szerepet játszanak a cottagecore esztétikában

A cottagecore internetes esztétika, ami tinédzsereknek és fiatal felnőtteknek köszönhetően lett népszerű és a vidéki életet idealizálja. Eredetileg az európai vidéki életre épült, a 2010-es években fejlődött ki és nevét 2018-ban kapta a Tumblr platformon. Középpontjában a hagyományos öltözködés, belsőépítészet és különböző művészeti ágazatokat, mint festészet, sütés, fazekasság.
Egyes források az Y és a Z generációk egyik szubkultúrájának nevezik. A mozgalom egyik fő okozója a fiatalokat érő gazdasági és egyéb hasonló kihívások lehettek, illetve ezen generációk a fenntarthatóságra helyezett hangsúlya és az otthonról történő munkavégzés, ami leginkább a Covid19-pandémia idején terjedt el.
Kritikák is érték a mozgalmak, leginkább, mert nem életszerű és idejétmúlt gondolkodásmód.

## Háttér és az életstílus elemei
A cottagecore gyakran stressztől és traumától való menekülésként vagy nosztalgiaként szolgál a mozgalom tagjainak. A The Guardian egy vizuális és életstílusi mozgalomként jellemezte, ami „fetisizálja a szabad tisztaságát.” A cottagecore egyik legfontosabb eleme az egyszerűség és a pásztorélet nyugalma, a modern világ veszélyeitől való menekülésként. A Covid19-pandémia idején lett kifejezetten népszerű a közösségi médián.

### Divat

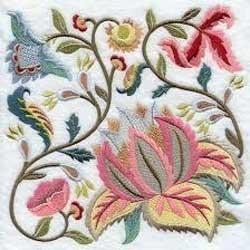
Virágmintás hímzés

A cottagecore divat egyik első inspirációja a 2000-es évek végi Japánból származik. A mori és a lolita japán divatstílusok, amik a viktoriánus korból veszik elemeiket, mind korai inspirációk lehettek. Ugyan a saját kézzel készített ruhák fontos szerepet játszanak a cottagecore divatban, a Lirika Matoshi által készített eper ruha, ami 490 dollárba kerül (nagyjából 170 ezer forint, 2023), szintén az esztétika részének számít. Az eredeti magas ára miatt sokan elkészítették saját verziójukat a ruhából. A cottagecore ruhák általában hosszú, rétegezett darabok.
Az Edited elemzőcég szerint a virágminták és csíkok mellett az „esztétika nélkülözhetetlen része az óvilág, feminin alakjai és részletei – fejőlányok nyakvonalai, fodrok és préri-inspirálta ruhák.” Marketing szakértők kiemelték, hogy a trend megegyezik a 70-es évek által inspirálta ruházatokkal és farmerrel. A Batsheva, a Doen és a Vampire's Wife ruházati cégek mind népszerűek lettek a mozgalom hívei között.

### Ételek és kertészet

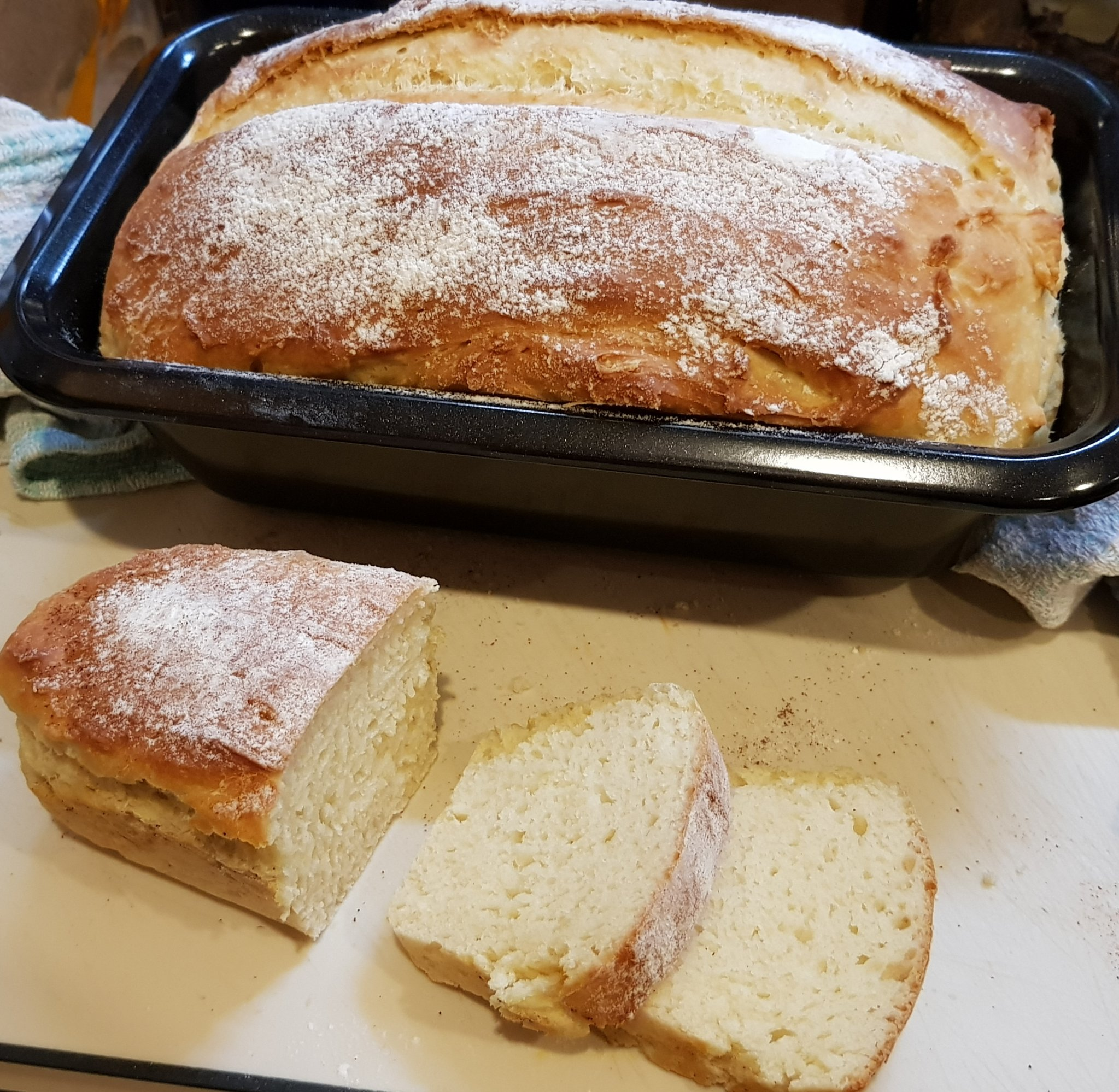
Házi készítésű kenyér

A cottagecore önfenntarthatóságának egyik fontos eleme az ember saját ételének elkészítése, saját kenyerének sütése, saját kertjében nevelt növényekből, annak ellenére, hogy az esztétikának nem mindenképpen része a vidéken való élet. A cottagecore kertészet egyik legfontosabb eleme a környezetbarátság, gyakran permakulturális eszközökkel.

### Egyéb
A mozgalom egyik fontos része a mentális és fizikális jólét. A cottagecore követői gyakran régi berendezési tárgyakat és használt ruhákat vásárolnak. A leggyakoribb hobbik közé tartozik a kötés, horgolás, festészet és olvasás.

## Kortárs népszerűsége
A cottagecore egy ideál, egy meleg érzést érez az ember, mikor arra gondol mennyivel jobb lenne egy egyszerűbb, bukolikus életet élni. Elkezdtem átnézni a könyvemet Thomas Kinkade-ről, belemélyedve festményeibe kis falusi házakról és a kisvárosi életről. Szerintem az ő elképesztő sikere kapcsolódott azokhoz az érzésekhez, amit festményei előhoznak belőlünk.
A mozgalom 2020-ban kezdett el egyre nagyobb népszerűségre szert tenni közösségi médián, ami leginkább a Covid19-pandémia alatt kiszabott korlátozásoknak volt köszönhető. A Tumblr weboldalon 150%-kal megemelkedett a cottagecore témájú posztok száma 2020 márciusa és májusa között, illetve elkezdett terjedni a Pinteresten is. Népszerű lett a TikTok videómegosztón is, sokan megosztottak videókat magukról, ahogy vidéken élnek, kenyeret sütnek vagy éppen egy erdőben fürdenek.
A TikTokon a fő követői leginkább az LMBT közösség tagjai voltak, kifejezetten a leszbikus nők. Sok fiatal nő a cottagecore divatnak köszönhetően fel tudta fedezni saját femininitását, de kapcsolatban tudott maradni a modern női archetípussal is. A The New Yorker szerint ezek a videók „előhoznak egy nyugodt érzést, felvilágosult, szép produktivitást.” A Vox úgy jellemezte, mint ami a karanténolást romantikussá tette félelmetes helyett.
A cottagecore életstílus, vagy csak videók megtekintése az esztétikáról segített a stressz csökkentésében a pandémia alatt. A CNN-nel készített interjújában Krystine Batcho pszichológus azt nyilatkozta, hogy nem meglepő, hogy a nosztalgia iránti vágy és a cottagecore népszerű volt az időszakban. „Az egyszerűbb szituációkért, egyszerűbb időszakokért vagy egyszerűbb életstílusért való vágyakozás célja az, hogy kiegyensúlyozza és ellenálljon az intenzív stressz ellen.” A pandémia egy olyan időszak volt, amikor sok, nagyvárosban élő ember megkérdőjelezte, hogy megéri-e a tömött településeken élni és a vidéki élet egy tökéletes alternatíva volt.

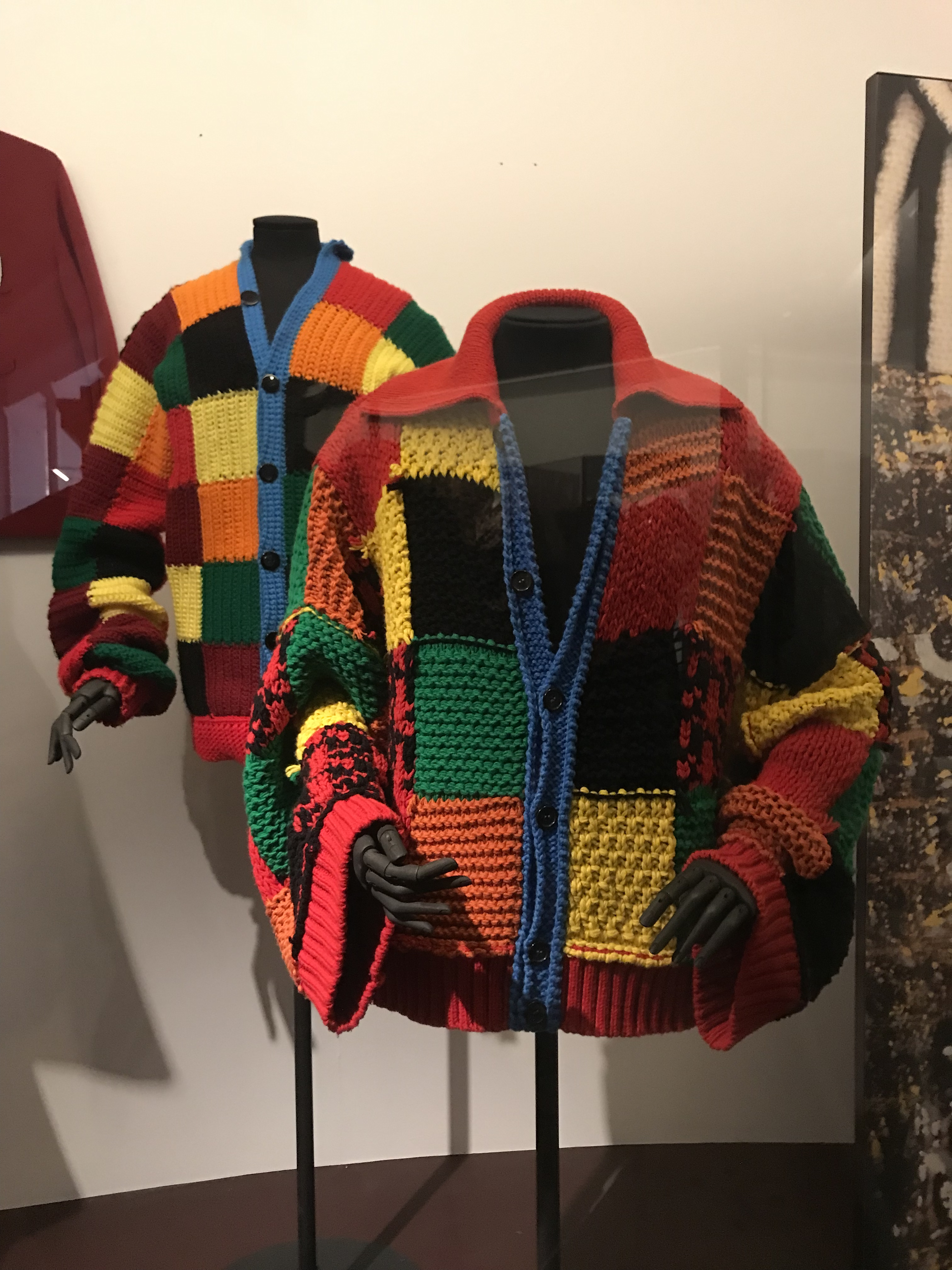
Harry Styles foltvarrásos kardigánja, a Victoria and Albert Múzeumban

Egy New York Times-cikk a cottagecore-t az Animal Crossing videójátékhoz hasonlította, azt írva, hogy lényegében annak való világi megfelelője. A mozgalom népszerűségének növekedése egy időben volt a sorozat legújabb játékának, a Animal Crossing: New Horizons megjelenésével. 2021 júliusában megjelent egy kiegészítő a The Sims 4 videójátékhoz Cottage Living néven, aminek középpontjában a virágminták, kertészet és állatnevelés van.

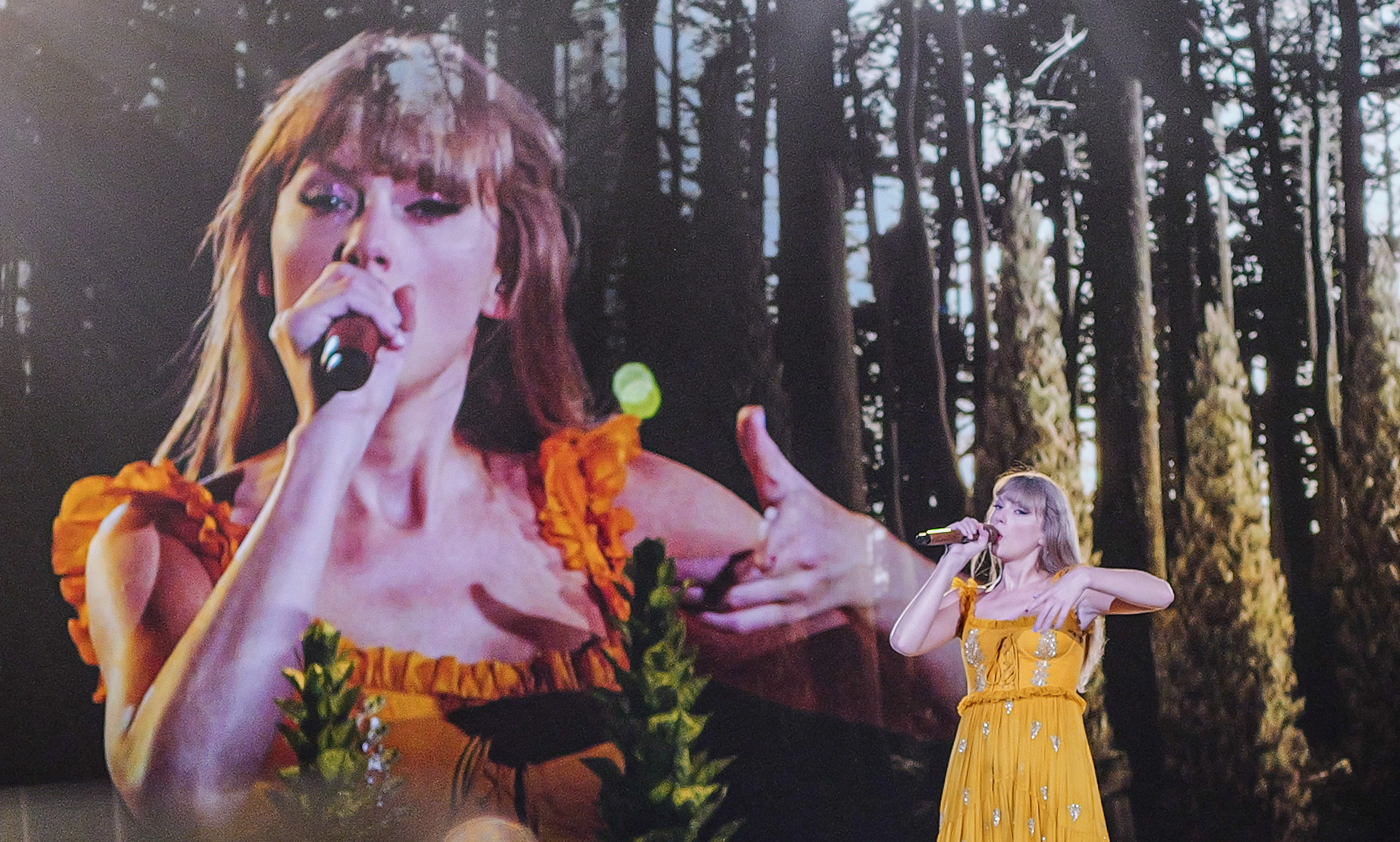
Taylor Swift egy kaliforniai koncertje közben, 2023-ban, Folklore albuma előadása közben. A háttérben látható az album által kialakított cottagecore képvilág

2020 júliusában Taylor Swift amerikai énekesnő kiadta nyolcadik stúdióalbumát, a Folklore-t, ami kereskedelmileg és szakértők köreiben is nagyon sikeres volt. A pandémia idején írta a dalokat, amikben gyakran felhasznál cottagecore képvilágot és szövegeket. Az album nagy szerepet játszotta az esztétika népszerűségében. Az énekesnő következő albuma, az Evermore (2020) is ezt a tematikát követte, ami megjelent fellépésén is a 63. Grammy-gálán. A Cardigan és a Willow videóklipjei is felhasználják a cottagecore képvilágot. Harry Styles JW Anderson-foltvarrásos szivárvány-kardigánja népszerűségre tett szert TikTokon, sokan elkészítették saját verziójukat a ruhadarabból a pandémia első hónapjaiban. A kardigánt később megvásárolta a Victoria and Albert Múzeum, ahol máig is megtekinthető. Két évvel később Styles kiadta Harry’s House című stúdióalbumát, amit a Better Homes and Gardens címlapjára készített cottagecore-fényképsorozattal népszerűsített. Más hírességek, akik segítettek a mozgalom terjedésében: Millie Bobby Brown brit színész, Hayley Kiyoko amerikai zenész, Hailey Bieber amerikai modell és David Beckham angol labdarúgó.
Az Egyesült Államokban a 2020-as ünnepi időszak alatt lett dekorációs trend a cottagecore és a horgoláshoz szükséges eszközök eladási száma sokszorosára emelkedett. A brit Royal Horticultural Society szerint a vidéki kertészet trend volt 2021-ben.
A cottagecore fellelhető Kínában is. Annak ellenére, hogy az ország gyorsan urbanizálódik, sok fiatal inkább úgy dönt, hogy elhagyja a nagyvárosokat egyetemi tanulmányai után és visszatér szülőfalvába vagy szülővárosába vidékre, ahol az életminőség sokat emelkedett az infrastruktúra-projekteknek köszönhetően.